# Codex Iuris Bavarici Iudiciarii
Der Codex Iuris Bavarici Iudiciarii (oft als CIBI abgekürzt) war eine 1753 im Rahmen einer umfassenden Rechtsreform eingeführte Zivilprozessordnung für das Kurfürstentum Bayern. Durch Straffung des Prozesswesens konnten gemeinrechtliche Streitfragen auf dem Geltungsgebiet vereinheitlicht werden.
Kurze Zeit später erhielt Bayern mit dem Codex Maximilianeus Bavaricus Civilis im Jahr 1756 auch ein Zivilgesetzbuch. Inhaltlich ist es Gemeines Recht, systematisch folgt es dem römischen Institutionenrecht. Bereits 1751 war mit dem Codex Iuris Bavarici Criminalis ein Strafgesetzbuch veröffentlicht worden.
Mit der Abfassung der drei Werke beauftragte Kurfürst Maximilian III. Joseph den Geheimratsvizekanzler und Konferenzminister Wiguläus von Kreittmayr, der zu ihnen auch umfassende Kommentare für die Rechtspraxis verfasste. Der Codex ist in seinen zivil(prozessual-)rechtlichen Teilen bereits ein Werk der Aufklärung, das sich nicht explizit auf das Naturrecht beruft, aber Züge davon in der säkularisierten Variante des Vernunftrechts andeutet; er basiert weitgehend auf der bis dahin in Bayern üblichen Rechtspraxis, versucht diese aber zu vereinheitlichen und Widersprüche zu eliminieren.
Der Codex wurde 1869 durch die bayerische Zivilprozessordnung abgelöst.